# 藤原惠洋
藤原 惠洋（ふじはら けいよう、1955年7月7日 - ）は、日本の建築史家・建築学者・都市史家・デザイン史家・まちづくりオルガナイザー・路上観察学会員・アクティヴィスト。工学博士（東京大学）。藝術学修士（東京藝術大学）。熊本県菊池郡七城村（現・菊池市）出身。

## 人物
九州大学大学院教授（芸術工学研究院）。文化庁文化審議会世界文化遺産特別委員会委員。1988年東京大学で工学博士の学位を取得。東京大学生産技術研究所研究員、千葉大学工学部工業意匠学科助手、國學院大学兼任講師、九州芸術工科大学講師・助教授、オランダ国立ライデン大学文学部日本学センター客員教授をへて、2005年より現職。建築史家で博物館明治村館長を務めた村松貞次郎・東京大学名誉教授に学んだ。同門に藤森照信東京大学名誉教授や堀勇良元文化庁専門官らがいる。東京建築探偵団や路上観察学会の初期の最年少メンバー。
文化経済学会〈日本〉理事、日本文化政策学会理事、文化資源学会理事、日本産業技術史学会理事、日本学術振興会科学研究費補助金審査委員会委員、芸術文化振興基金地方文化委員会委員、日本建築学会歴史意匠委員会委員、日本デザイン学会評議員、AAS（Association for Asian Studies 国際アジア研究学会）会員などを務めたほか、福岡アジア文化賞委員会委員、同賞芸術文化賞選考委員会副委員長、 福岡県認定まちづくり専門家、福岡県八女市八幡校区まちづくり活動組織めだか塾顧問など。
このほか、文化庁文化審議会世界文化遺産特別委員会委員、「明治日本の産業革命遺産　造船国内比較調査委員会」委員長をはじめ全国の自治体において文化遺産の保存管理、再生保全、創造的活用などを通した近代化産業遺産や文化的景観等の世界遺産登録化、国史跡保存管理計画策定などに取り組んだ。
1980年代より国内の全県を踏査。世界76カ国でも異文化比較研究を進め、市民が参加するまちづくりを研究してきた。84年に東京都世田谷区で市民参加のまちづくりを開始。東北や信越地方でも地域再生に取り組んだ。九州へ異動後は、山口県周南市、山口市、下関市、福岡県北九州市、八女市、熊本県菊池市、天草市、大分県竹田市などで活動している。97年に九州芸術工科大学芸術工学部芸術情報設計学科が開設されてからは、芸術文化環境論を研究。
名前は、著作では「恵」洋と記すが、研究論文には「惠」洋。俳号・雅号は巨蟹堂・蘭蟹堂・樹蟹堂・藍蟹堂・七夕星人・風爺・ふ印ボスなど。舞台作品などを執筆する時のペンネームは安積聡介（あずみそうすけ）。
研究専攻は、日本近代建築史学ならびに芸術文化環境論である。建築・都市・生活空間の諸相から幕末・明治以降の日本とアジアの近代化が相互に織りなす相互作用を歴史的文脈の中で位置づけ、明治以降の日本文化形成過程におけるナショナリズムの興隆と表現を検討してきている。大学では芸術文化環境論を講じている。

## 経歴
- 1955年：熊本県南阿蘇村（旧阿蘇郡長陽村）本籍、熊本県菊池市（旧菊池郡七城村）生まれ。
- 1979年：九州大学工学部建築学科卒業。
- 1982年：東京藝術大学大学院美術研究科建築理論講座修士課程修了。芸術学修士。
- 1983年：國學院大學文学部兼任講師。
- 1988年：東京大学大学院工学系研究科建築学専門課程博士課程修了。工学博士。
- 1988年：千葉大学工学部工業意匠学科第一講座（意匠論意匠史）助手。
- 1993年：九州芸術工科大学芸術工学部工業設計学科専任講師（造形論）。
- 1993年：福岡尹東柱の詩を読む会創設、事務局長を担当。
- 1994年：赤煉瓦ネットワーク顧問就任。現在に至る。
- 1997年：九州芸術工科大学芸術工学部芸術情報設計学科専任講師（芸術文化環境論）。配置換。
- 1998年：九州芸術工科大学芸術工学部芸術情報設計学科助教授（芸術文化環境論）。
- 1998年：大分県技術・市場交流プラザ日田助言者就任。2010年まで兼任。
- 1999年：東京大学生産技術研究所研究員。〜2008年まで兼任。
- 2003年：ライデン大学文学部日本学研究センター客員教授。文部科学省在外研究員として2003年3月〜04年1月オランダ在住。
- 2004年：九州大学大学院芸術工学研究院助教授。九州大学・九州芸術工科大学の統合による。
- 2004年：九州大学大学院芸術工学研究院教授。現在に至る。
- 2005年： 全国文化政策・アートマネージメント系大学交流とがインターゼミメンバー主任。現在に至る。
- 2008年：九州大学軍艦島研究会会長就任。現在に至る。
- 2009年：九州大学勧進企画シンガポール現代美術ユニット Tien氏講演会「アートで社会を表現する。〜フクオカ・リアリィ・リアリィ・フリーマーケットを通して〜」アドバイザー
- 2010年：菊池文化資源総合調査研究（〜2012年度末）を熊本県菊池市より受託。
- 2011年：日本全国スギダラケ倶楽部（南雲勝志、若杉浩一、千代田健一共同代表）会員。
- 2012年：文化庁長官表彰「文化創造都市」選考委員会,文化庁長官表彰「文化創造都市」選考委員会委員。現在に至る。
- 2012年：九州大学熊本同窓会理事。現在に至る。
- 2013年：日本イコモス国内委員会委員。現在に至る。
- 2013年：独立行政法人日本芸術文化振興会芸術文化基金地方文化振興委員。現在に至る。
- 2014年：宗像国際環境百人会議招待メンバー。現在に至る。
- 2014年：九州産業技術史研究会会長。現在に至る。
- 2014年：尹東柱の詩を読み継ぐ２０１５実行委員会委員。
- 2014年：菊池市民広場再整備協議会会長。2015年まで。
- 2014年：菊池市域学連携事業実行委員会会長。現在に至る。
- 2014年：国指定重要文化財門司港保存修理事業検討委員会委員長。現在に至る。
- 2015年：公益社団法人 全国公立文化施設協会支援員。

## 単著
- 『上海 疾走する近代都市』（講談社現代新書）1988年
- 『未建築な建築〈鬱勃たるパトス〉』（私家版）2015年

## 共著
- 『アジアの都市と建築』加藤祐三編（鹿島出版会）1987年
- 『近代和風建築』村松貞次郎・近江栄編著（鹿島出版会）1989年
- 『伊東忠太動物園』藤森照信編（読売新聞社）2000年
- 『近代日本の郊外住宅』片木篤監修（鹿島出版会）2000年
- 『リファイン建築へ　建たない時代の建築再利用術』青木茂監修（建築資料研究社）2001年
- 『素顔の大建築家たち　01　弟子のみた巨匠の世界』鈴木恂監修（建築資料研究社）2001年
- 『日本の現代住宅1985〜2005　TOTOギャラリー・間　20周年記念展』

　小論「＜抽象ゆえに幸福＞な住宅 ＜幸福ゆえに抽象＞を演出する建築家 1985年から2005年を思い出す未来派的エチュード」2005年
- 『建築デザイン 101のアイデア』マシュー・フレデリック著 藤原惠洋翻訳（フィルムアート社）2009年
- 『日本近代建築大全　西日本編』共著（講談社）2010年
- 『利賀から世界へNo.3 SCOTサマーシーズン2010　全発言・上演記録集　利賀インターゼミ・政権交代後の文化政策ー劇場法問題を中心に』財団法人舞台芸術財団演劇人会議、2010年

## 設計作品
- 『天の滴 月の樹にすくう』安積聡介プロデュース作品。福岡ワークショップシアター出演。第3回福岡県民文化祭ふくおか県民創作劇場プロデュース作品戯曲創作・総合演出・舞台美術監修　1996年
- 『由布院美術館 アート露天風呂「ともだち湯ふ」』招聘作家5名　花田俊典（九州大学教授・日本近代文学）・大嶋信道（建築家：藤森照信と共同した赤瀬川原平邸「ニラハウス」（日本芸術大賞受賞）実施設計）・坂本工（陶工・小鹿田焼七代目）・中嶋尚孝（アーティスト・現代美術）・原田進（日田左官・原田左研代表）によるコラボレーションを企画監修　1997年
- 『「日本カナダ吟遊ダンスプロジェクト～fLight～をどるかなたにみるこなた」山口公演、福岡公演、東京公演』プロデュース・アーティストインレジデンス・ホスト　2001年
- 『福岡市文学館空間デザイン監修』（福岡市都市景観賞受賞）木工家西岡泰心による制作 福岡市中央区天神三丁目 2002年
- 『八女市中心市街地活性化研究会,低未利用地有効活用促進活用型市民交流企画土曜夜市の再生企画』2002年
- 『文部科学省平成14年度生涯学習まちづくりモデル支援事業わいわい春の祝いフェスティバル企画総合監修及び音楽創造劇「新生・磐井～錬金術師磐井は風にリズムに誘われて」』脚本　2003年
- 『小島直記文学碑』建築家亀田真との共同作品。福岡県八女市本町八女公園　2005年
- 『松田久彦著「八女を歩く」第一集、第二集、第三集の装丁デザイン』（八女市東兄弟印刷所）2006年、2007年、2009年
- 『なむ　南阿蘇村藤原家墓所』企画立案・意匠デザイン監修 天草下浦石工千葉順次・千葉友平による制作　熊本県阿蘇郡南阿蘇村長野　2011年